# Cristina Benedetti
María Cristina Benedetti (Ramallo, 9 de noviembre de 1956-Ramallo, 23 de julio del 2011) fue una deportista argentina, especializada en Baloncesto en silla de ruedas, atletismo adaptado, natación adaptada y tenis de mesa adaptado, destacada por ser una de las medallistas paralímpicas de su país. Tedesco ganó dos medallas de oro (baloncesto y eslalon), una de plata (eslalon) y una de bronce (baloncesto) en los Juegos Paralímpicos de Heidelberg 1972 y Toronto 1976, compitiendo también en Seúl 1988.
En 2001 fue elegida concejal de Ramallo por el Partido Justicialista, desempeñándose en el cargo hasta 2005. En 2011 falleció en un accidente al ser embestida mientras circulaba en su bicimoto por un automóvil que circulaba contramano.
Por sus logros deportivos fue reconocida en Argentina como Maestra del Deporte. En su ciudad natal fue declarada Ciudadana Ilustre post mortem e incorporada su vida al Museo de la ciudad.

## Biografía
María Cristina Benedetti nació el 9 de noviembre de 1956 y enfermó de poliomielitis durante una epidemia poco después de nacer, causándole una invalidez que la llevó a necesitar una silla de ruedas. En ocasión de su deceso la periodista y amiga personal Julia Sosa sintetizó la vida de Cristina Benedetti con estas palabras:

Recuerdo que ella lograba todo eso sin nada porque antes no había nada, no había piletas climatizadas para entrenar, no había un lugar, me acuerdo que ella jugaba en la carbonilla de la estación. Lalo Lobais lo recordaba, ellos eran quienes le sostenían la silla para que pudiera lanzar disco, jabalina y bala. La hemos acompañado en moto y en bicicleta para que ella corriera. En aquellos años mi papá era chofer de la empresa El Progreso y era él quien la llevaba y traía en micro hasta San Nicolás, la cargaban en el micro y en el próximo horario la traían de vuelta, ella iba y nadaba en las piletas de San Nicolás, realmente hacia tanto sacrificio. Se me vienen tantas cosas, fueron tantos los momentos que pude compartir con ella, los gratos momentos en la vida y también el peor, pero siempre fue un canto a la vida. Fue una luchadora empedernida, pared que se ponía pared que tumbaba, para ella no había barreras y siempre salía adelante, no era una persona con capacidades especiales, ella era una súper persona, y todo lo que se proponía, lo hacía.

## Carrera deportiva

### Juegos Paralímpicos de Heidelberg 1972

#### Medalla de oro en básquetbol en silla de ruedas
El equipo femenino de baloncesto estuvo formado por Cristina Benedetti, Liliana Chiaradía, Beatriz Dávila, Graciela Di Simone, Diana Masini, Graciela Puy, Silvia Tedesco y Noemí Tortul. Participaron siete países: Argentina, Canadá, Gran Bretaña, Israel, Jamaica, República Federal Alemana, Yugoslavia que fueron divididos en dos grupos. Argentina salió primera en el Grupo B, ganándole a Jamaica 25-24 y Gran Bretaña 47-8. En la semifinal venció a Alemania 30-22. En la final Argentina debía volver a enfrentar a Jamaica, a la que ya había vencido por apenas un punto en la etapa clasificatoria. Nuevamente el partido fue muy parejo y la victoria fue finalmente para Argentina por 25-22.
| Baloncesto Mujeres | Baloncesto Mujeres | Baloncesto Mujeres |
|                    | País               |                    |
| ------------------ | ------------------ | ------------------ |
| 1                  | Argentina          |                    |
| 2                  | Jamaica            |                    |
| 3                  | Israel             |                    |
| Fuente: IPC.       |                    |                    |

#### Medalla de plata en eslalon
| Atletismo Mujeres Eslalon 2 Participantes: 12 | Atletismo Mujeres Eslalon 2 Participantes: 12 | Atletismo Mujeres Eslalon 2 Participantes: 12 | Atletismo Mujeres Eslalon 2 Participantes: 12 | Atletismo Mujeres Eslalon 2 Participantes: 12 | Atletismo Mujeres Eslalon 2 Participantes: 12 |
|                                               | Atleta                                        | País                                          | Tiempo                                        |                                               |                                               |
| --------------------------------------------- | --------------------------------------------- | --------------------------------------------- | --------------------------------------------- | --------------------------------------------- | --------------------------------------------- |
| 1                                             | Yamahata                                      | Japón                                         | 1:10.10                                       |                                               |                                               |
| 2                                             | Cristina Benedetti                            | Argentina                                     | 1:12.40                                       |                                               |                                               |
| 3                                             | Sharon Myers                                  | Estados Unidos                                | 1:13.60                                       |                                               |                                               |
| Fuente: IPC.                                  |                                               |                                               |                                               |                                               |                                               |

### Juegos Paralímpicos de Toronto 1976

#### Medalla de oro en atletismo (eslalon)
| Atletismo Mujeres Eslalon 2 Participantes: 8 | Atletismo Mujeres Eslalon 2 Participantes: 8 | Atletismo Mujeres Eslalon 2 Participantes: 8 | Atletismo Mujeres Eslalon 2 Participantes: 8 | Atletismo Mujeres Eslalon 2 Participantes: 8 |
|                                              | Atleta                                       | País                                         | Tiempo                                       |                                              |
| -------------------------------------------- | -------------------------------------------- | -------------------------------------------- | -------------------------------------------- | -------------------------------------------- |
| 1                                            | Cristina Benedetti                           | Argentina                                    | 1:32.2                                       |                                              |
| 2                                            | Glee Lyford                                  | Estados Unidos                               | 1:37.1                                       |                                              |
| 3                                            | Kathleen Fagan                               | Irlanda                                      | 1:51.7                                       |                                              |
| Fuente: IPC.                                 |                                              |                                              |                                              |                                              |

#### Medalla de bronce en básquetbol en silla de ruedas
El equipo de básquetbol femenino estuvo integrado por Susana Bainer, Elsa Beltrán, Cristina Benedetti, Eugenia García, Graciela Gazzola, Susana Masciotra, Susana Momeso, Marcela Rizzotto, Yolanda Rosa, Cristina Spara y Silvia Tedesco.
Participaron cinco países: Argentina, Canadá, Estados Unidos, Israel y República Federal Alemana que jugaron todos contra todos. Argentina perdió con Israel 16-56 (medalla de oro) y perdió 15-32 con la República Federal Alemana (medalla de plata), y venció a Estados Unidos (34-13) y Canadá (27-23), clasificando tercera y obteniendo así la medalla de bronce.
| Baloncesto Mujeres | Baloncesto Mujeres | Baloncesto Mujeres |
|                    | País               |                    |
| ------------------ | ------------------ | ------------------ |
| 1                  | Israel             |                    |
| 2                  | Alemania (RFA)     |                    |
| 3                  | Argentina          |                    |
| Fuente: IPC.       |                    |                    |